# Хуан Мануэль
Дон Хуа́н Мануэ́ль (исп. don Juan Manuel; 5 мая 1282 — 13 июня 1348) — один из крупнейших писателей средневековой Испании. Вельможа, политик, воин — сегодня Хуан Мануэль более всего известен как автор книги «Граф Луканор» (1335).
Хуан Мануэль был одним из знатнейших сеньоров Кастилии, внуком короля Фердинанда III, племянником Альфонсо X Мудрого. Его дочь была женой короля Энрике II, от них происходит династия Трастамара.
Единственный сын инфанта Мануэля Кастильского (1234—1283), 1-го сеньора де Вильена, Эскалона и Пеньяфьель, от второго брака с Беатрисой Савойской (1250—1292).

## Титулы
- 2-й сеньор де Вильена (1283—1330)
- 1-й герцог и принц де Вильена (1330—1348)
- 2-й сеньор де Эскалона (1283—1348)
- 2-й сеньор де Пеньяфьель (1283—1348)
- Королевский майордом (1311—1314, 1318—1319)

## Литературная деятельность
Литературная деятельность Хуана Мануэля приходится на последние 25 лет его жизни. За это время он написал не менее дюжины книг, однако не все они сохранились. До нас дошли такие произведения, как «Книга о рыцаре и оруженосце» (1326), излагающая, по словам автора, «в манере, в какой рассказывают разные побасёнки в Кастилии», современные ему представления о мире, человеке, рае и аде; рисующая картину жизни и излагающая сумму знаний того времени «Книга состояний» (1327—1332); содержащая философские и житейские поучения сыну «Книга о наказаниях» («Книга без конца») (1342—1344); историческая «Сокращённая хроника» (до 1335); посвящённые более узким вопросам «Книга об охоте» (после 1337) и «Книга о гербах» (1342).
Хуан Мануэль писал не на латыни, а на испанском языке.
Главным литературным достижением Хуана Мануэля стала «Книга примеров графа Луканора и Патронио» (1335), более известная под названием «Граф Луканор».
Книга состоит из пяти частей. Первую, самую объёмную часть, составляет 51 новелла. Вторая, третья и четвёртая части — собрание афоризмов и изречений на те же темы. Пятая часть — небольшой морально-дидактический и теологический трактат.
Новелла 32 из первой части «Графа Луканора» под пером Х. К. Андерсена превратилась много веков спустя в «Новое платье короля». Новеллу 11 Борхес включил в свою «Антологию фантастической литературы».

## Браки и дети
Хуан Мануэль де Вильена был трижды женат. Его первой супругой в 1300 году стала инфанта Изабелла де Майорка (ок. 1280—1301), старшая дочь короля Майорки Хайме II (1243—1311) и Эскларамунды де Фуа (ум. 1315). Их брак был бездетным.
В апреле 1312 года Хуан Мануэль вторично женился на инфанте Констансе Арагонской (1300—1327) (1300—1327), второй дочери короля Арагона Хайме II (1267—1327) и Бланки Анжуйской (1280—1310). Дети от второго брака:
- Констанса Мануэль де Вильена (ок. 1318—1345), жена короля Португалии Педру I
- Беатриса Мануэль де Вильена, умерла в детстве
- Мануэль де Вильена, умер в детстве

В январе 1329 года в третий раз женился на Бланке Нуньес де Ла Серда и Лара (1311—1347), старшей дочери Фернандо де Ла Серда (1275—1322) и Хуаны Нуньес де Лара (1285—1351). Дети от третьего брака:
- Фернандо Нуньес де Вильена (ум. 1351), сеньор де Эскалона, Пеньяфьель и [[[Вильена (Испания)|Вильена]]. С 1346 года женат на Хуане (1330—1395), дочери Рамона Беренгера, графа де Ампурьяс (1308—1366), младшего сына короля Арагона Хайме II. У пары была единственная дочь, Бланка де Вильена (ок. 1348—1361), наследница Вильена, Эскалоны и Пеньяфьеля.
- Хуана Мануэль де Вильена (1339—1381), жена с 1350 года графа Энрике де Трастамара (1334—1379), будущего короля Кастилии Энрике II (1366—1367, 1369—1379)

Внебрачные дети от Инес де Кастаньеды, дочери Диего Гомеса де Кастаньеды, 1-го сенора де Лас-Ормасас, и Хуаны де Гусман:
- Санчо Мануэль де Вильена[исп.] (1320—1347)
- Энрике Мануэль де Вильена (1337—1414)

Внебрачная дочь от неизвестной женщины:
- Гийомар Мануэль де Вильена, муж — Хуан Мартинес де Лейва, сеньор де Баньос.

## Переводы
- Хуан Мануэль. Граф Луканор. — М.; Л., 1961.